# 單頁點閱率
单页点阅率（英語：Page View，简称PV）是一个全球资讯网访问量单位，是网页被读者调用浏览的次数。
单页点阅率是对網站上单个HTML电脑档案（“单页”）读取频率的评价指标。在万维网上，一个网页请求可以是因为浏览者从一个网页点击向另一个网页的链接。这可类比于点击率的概念，后者是指从網頁伺服器上请求任何電腦檔案。因此一个单页点阅可能对应着多次点击，因为一个HTML文件可能会牵带许多其它类型的电脑档案。
单页点阅率是網站分析的一个术语，用以衡量网站用户访问的网页的数量。对于网站所有者，可以看到网页的变化（如信息和信息的编排方式）是否带来了更大的流量。对于广告主（如果网页上有广告），单页点阅率的关注点在于预期它可以带来多少广告收入。出于这个原因，它成为一种广泛用于基于互联网的市场营销和廣告术语。
现在，除了传统的HTML，有很多其它类型的电脑档案，如PDF、Office Open XML、开放文档格式、Flash Video也渐被纳入单页点阅率的计算公式。